# Childe Hassam

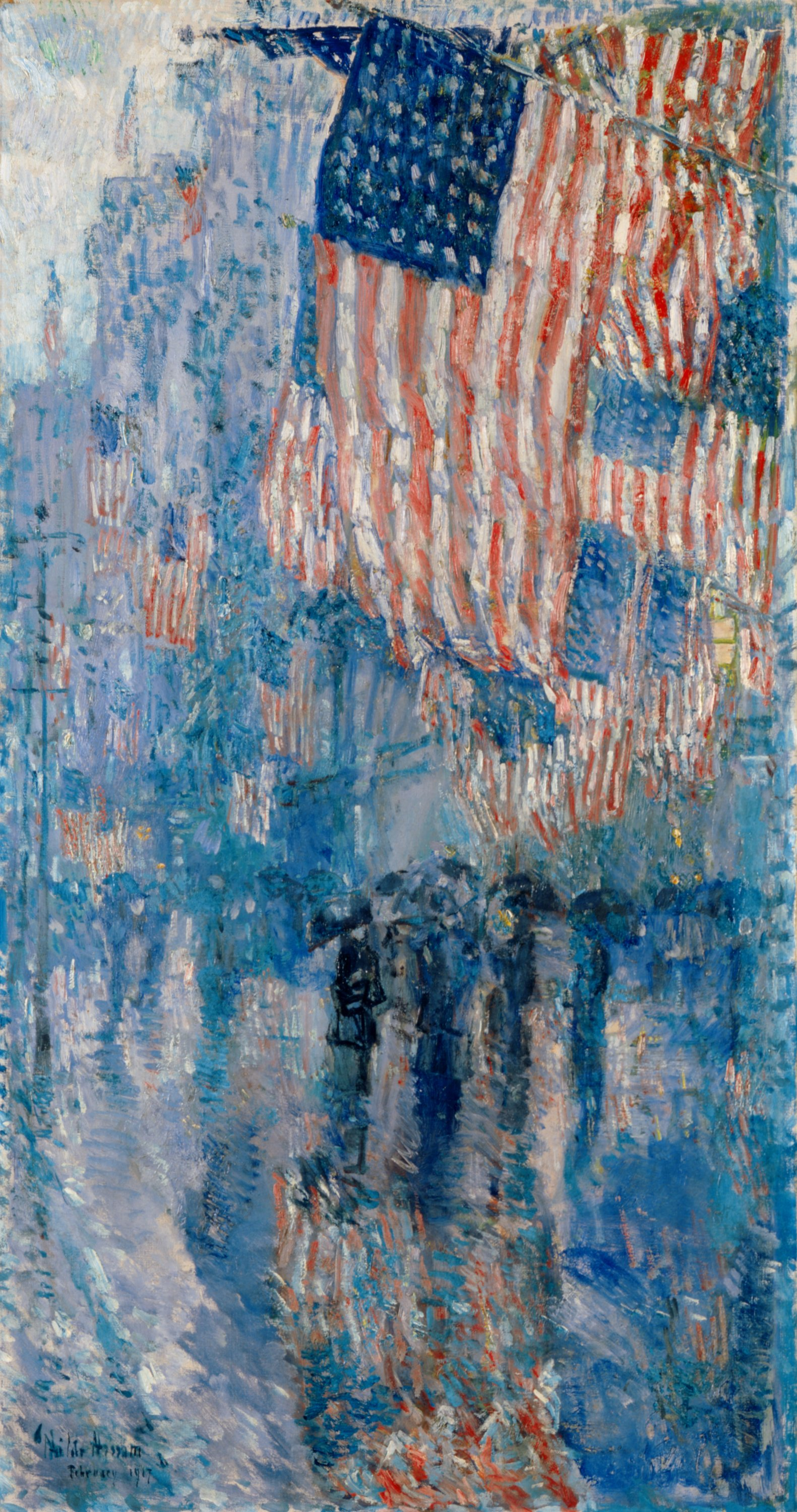
Avenue in the Rain, 1917.

Frederick Childe Hassam, född 17 oktober 1859 i Dorchester, Massachusetts, USA, död 27 augusti 1935 i East Hampton, Long Island, var en amerikansk impressionistisk målare.
Childe Hassam studerade i Paris, där han tog starkt intryck av impressionismen. Han var en av de första amerikanska konstnärerna som målade i en impressionistisk stil.
Avenue in the Rain är en målning från 1917 med motiv från Fifth Avenue i New York, som ingår i Vita husets konstsamling. Den har varit upphängd i Ovala rummet under Barack Obamas och Joe Bidens presidentperioder.